# Time for work and time for play
|  | Denne artikel er oprettet af botten Steenthbot ud fra en ekstern database. Den kan derfor have sproglige fejl eller mangler. Denne skabelon kan fjernes efter kontrol af indholdet. |

Time for work and time for play er en dansk dokumentarfilm fra 1972 instrueret af Flemming la Cour efter eget manuskript.

## Handling
Danmarks udvikling fra landbrugsland til industriland. Hvilke faktorer har muliggjort denne revolution? Hvilke omkostninger har det krævet? og hvorfor er landet, på trods af denne udvikling, ikke blevet et nyt Wirtschaftswunder? Det er er nogle de spørgsmål der rejses i denne film, der nok handler om Danmark som industriland, men nok så meget om danskerne.